# 布鲁诺·科尔布奇

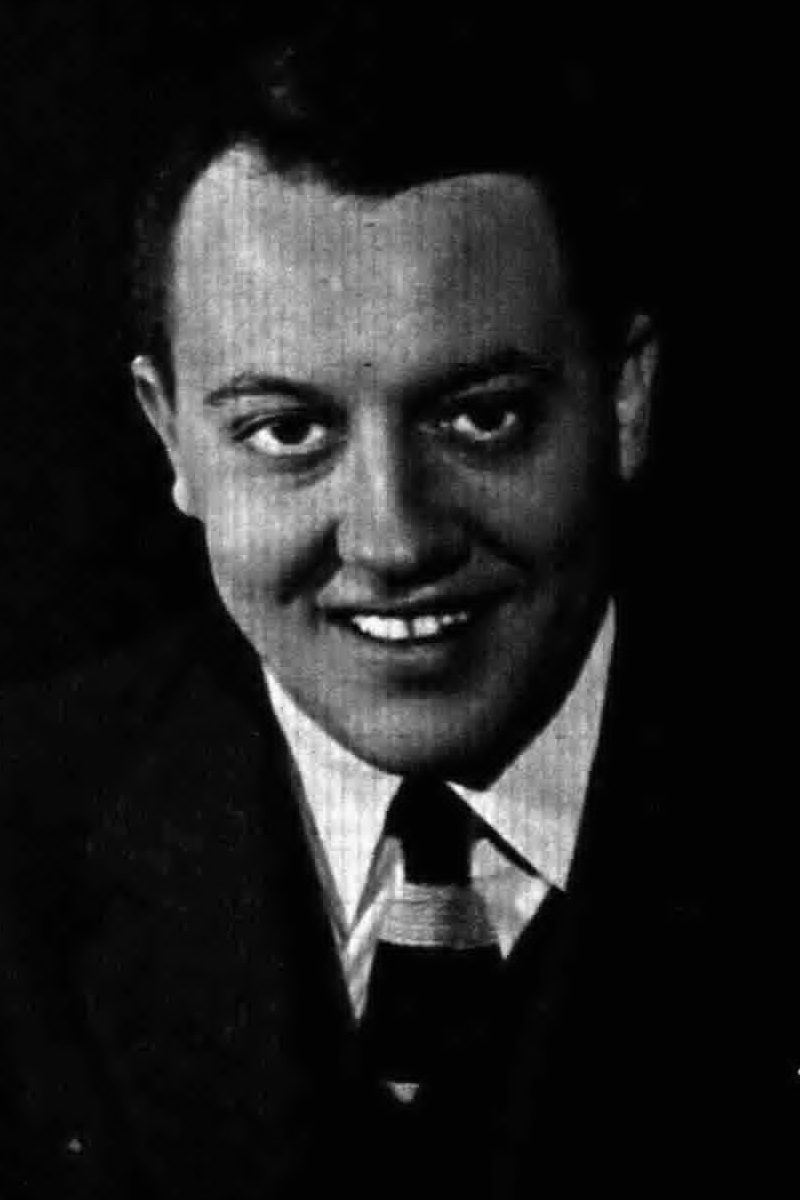
布鲁诺·科尔布奇

布鲁诺·科尔布奇（Bruno Corbucci，1931年10月23日—1996年9月7日）是一位意大利编剧和電影導演。他是塞尔吉奥·科尔布奇的弟弟，他曾为哥哥写过很多电影剧本。布鲁诺生于罗马，亦死于罗马。布鲁诺·科尔布奇的导演作品中，绝大部分都是喜剧片。

## 外部鏈接
- Bruno Corbucci在互联网电影资料库（IMDb）上的資料（英文）